# Giovanni De Sandre
Giovanni De Sandre (Sacile, 15 agosto 1935 – Milano, 18 aprile 2025) è stato un ingegnere italiano.

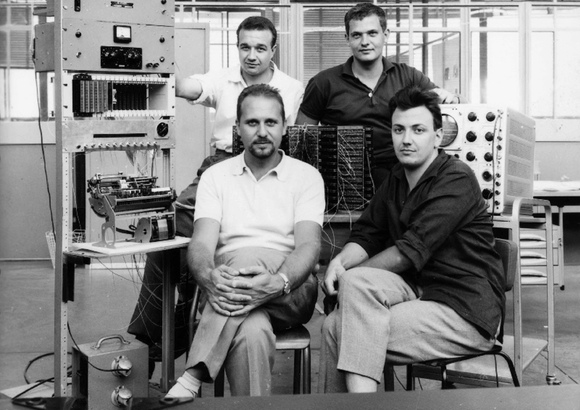
De Sandre, in basso a destra, con il team che progettò la Programma 101

È noto per essere stato uno dei principali progettisti della Olivetti Programma 101, considerata il primo personal computer della storia.

## Biografia
Nato a Sacile, in provincia di Pordenone, nel 1935, De Sandre partecipò  al primo corso di ingegneria elettrotecnica con indirizzo elettronico istituito in Italia al Politecnico di Milano e si laureò nel 1959.
Il 1º aprile 1960 entrò in Olivetti, dopo aver superato una serie di colloqui. Fu ricevuto dal capo dei laboratori dell'epoca, l'ingegnere Mario Tchou, figura chiave nell'innovazione tecnologica dell'azienda.
Fu uno dei membri chiave del team che, sotto la guida di Pier Giorgio Perotto, sviluppò la Programma 101. Oltre a De Sandre, il team includeva Gastone Garziera, Giancarlo Toppi e Giuliano Gaiti. Questo gruppo di ingegneri ha svolto un ruolo fondamentale nella creazione del primo personal computer da tavolo. In particolare, De Sandre curò la parte elettronica. Fu poi coinvolto nello sviluppo di simulatori della macchina, contribuendo alla preservazione e alla comprensione storica di questa innovazione tecnologica.
Nel 2016, ha guidato lo sviluppo di un simulatore della Programma 101 presso il Dipartimento di Ingegneria dell'Informazione e Elettrica dell'Università di Cassino, un'iniziativa che ha favorito la conservazione e la comprensione storica di questa pietra miliare dell'innovazione tecnologica italiana. In aggiunta, nell'ambito di questa collaborazione, è stata creata l'applicazione P101 Simulator per dispositivi Android, che emula il funzionamento della Programma 101, rendendo l'eredità di questa macchina storica accessibile alle nuove generazioni.

### Olivetti Programma 101
La Programma 101 fu presentata ufficialmente al Business Equipment Manufacturers Association di New York nell'ottobre 1965, ed è riconosciuta come il primo personal computer da tavolo. De Sandre fu responsabile della progettazione della parte elettronica del dispositivo, che utilizzava transistor, diodi e condensatori raggruppati in micro-unità funzionali, una tecnologia brevettata appositamente per la macchina.
Dopo l'acquisizione della divisione elettronica di Olivetti da parte della General Electric nel 1962, la Programma 101 rischiava di essere cancellata. Per evitarlo, il team guidato da Pier Giorgio Perotto, con De Sandre tra i membri, decise di classificare la macchina come "calcolatrice" anziché "computer", consentendo così la continuazione del progetto al di fuori dell'accordo con GE.
Il calcolatore fu anche utilizzato dalla NASA durante la missione Apollo 11 del 1969.

### Carriera e riconoscimenti
De Sandre trascorse l'intera carriera in Olivetti, lavorando nel settore Ricerca e Sviluppo tra Pregnana, Ivrea e Milano. Figura riservata ma determinante, contribuì in modo fondamentale all'eccellenza tecnologica e all'innovazione che resero grande il nome della Olivetti nel mondo. Nel 2014, ricevette il Sigillo della Città di Sacile in riconoscimento del suo contributo alla tecnologia e all'innovazione..
Nel 2015, in occasione del cinquantesimo anniversario della nascita della P101, fu ricevuto, insieme a Garziera, dall'allora presidente del Consiglio Matteo Renzi.

### Morte
Giovanni De Sandre è deceduto il 18 aprile 2025 all'età di 89 anni. I funerali si sono tenuti il 23 aprile 2025 nella chiesa di San Paolo Apostolo a Brugherio, in provincia di Monza e della Brianza.

## Riconoscimenti
- 2014: Sigillo della Città di Sacile.